# Lista de frequências das teclas de piano
Esta é uma lista das frequências fundamentais em hertz (ciclos por segundo) das teclas de um padrão moderno de 88 teclas ou piano estendido de 108 teclas em temperamento igual a doze tons, com a 49ª tecla, a quinta A (chamada A4),sintonizada a 440 Hz (referido como A440). Como cada oitava é composta de doze degraus e equivale a duas vezes a frequência (por exemplo, o quinto A é 440 Hz e a A da oitava superior é 880 Hz), cada passo sucessivo é derivado pela multiplicação (ascendente) ou divisão (descendente) do anterior pela décima segunda raiz de dois (aproximadamente 1,059463). Por exemplo, para obter a frequência de um semitom de A4 (A♯4), multiplique 440 pela décima segunda raiz de dois. Para ir de A4 a B4 (até um tom inteiro, ou dois semitons), multiplique 440 duas vezes pela décima segunda raiz de dois (ou apenas pela sexta raiz de dois, aproximadamente 1,122462).
Esta lista de frequências é para um piano teoricamente ideal. Num piano real, a razão entre semitons é ligeiramente maior, especialmente nas extremidades alta e baixa, onde a rigidez das cordas causa desarmoniosidade, i.e., a tendência para a composição harmônica de cada nota ficar sustenida. Para compensar isso, as oitavas são ajustadas ligeiramente mais amplas, esticadas de acordo com as características inarmônicas de cada instrumento. Esse desvio do temperamento igual é chamado de Curva de Railsback.
A seguinte equação dá a frequência f da n-ésima tecla, como mostrado na tabela:
{\displaystyle f(n)=\left({\sqrt[{12}]{2}}\,\right)^{n-49}\times 440\,{\text{Hz}}\,}
(a' = A4 = A440 é a 49ª tecla do piano padrão idealizado)
Alternativamente, isso pode ser escrito como:
{\displaystyle f(n)=2^{\frac {n-49}{12}}\times 440\,{\text{Hz}}\,}
Por outro lado, a partir de uma frequência no piano padrão idealizado sintonizado para A440, obtém-se o número da tecla por:
{\displaystyle n=12\,\log _{2}\left({\frac {f}{440\,{\text{Hz}}}}\right)+49}

## Lista

Um piano de 88 teclas, com oitavas numeradas e C central (ciano) e A440 (amarelo) realçado

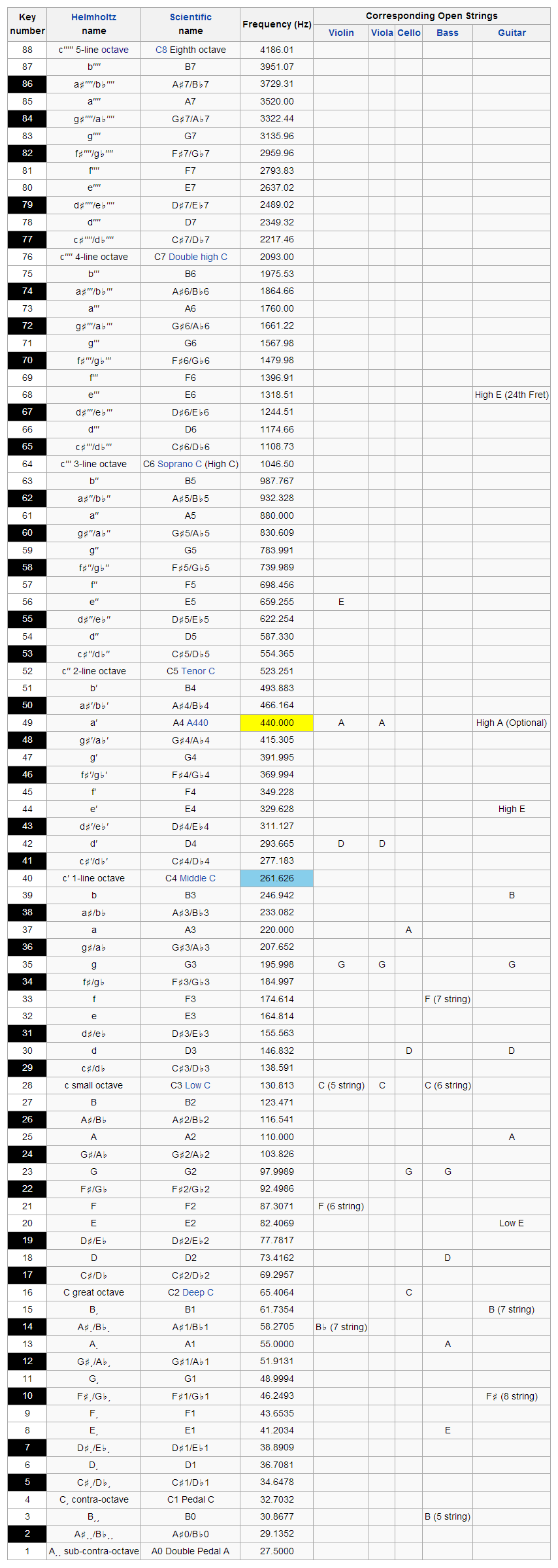
Uma versão imprimível das frequências das teclas padrão (incluindo apenas 88 teclas de um piano padrão)

Valores em negrito são exatos em um piano ideal. As teclas sombreadas em cinza são raras e só aparecem em pianos estendidos. As 88 teclas normalmente incluídas foram numeradas de 1 a 88, com as teclas extra baixas numeradas de 89 a 97 e as teclas extra altas numeradas de 98 a 108. (Um piano de 108 teclas que se estende de C0 a B8 foi construído pela primeira vez em 2018 pela Stuart & Sons.)
| Número da tecla | Notação de Helmholtz      | Notação científica (SPN) | Frequência (Hz) | Instrumentos de corda abertos correspondentes | Instrumentos de corda abertos correspondentes | Instrumentos de corda abertos correspondentes | Instrumentos de corda abertos correspondentes | Instrumentos de corda abertos correspondentes |
| Número da tecla | Notação de Helmholtz      | Notação científica (SPN) | Frequência (Hz) | Violino                                       | Viola                                         | Cello                                         | Contrabaixo                                   | Guitarra                                      |
| --------------- | ------------------------- | ------------------------ | --------------- | --------------------------------------------- | --------------------------------------------- | --------------------------------------------- | --------------------------------------------- | --------------------------------------------- |
| 108             | b′′′′′                    | B8                       | 7902,133        |                                               |                                               |                                               |                                               |                                               |
| 107             | a♯′′′′′/b♭′′′′′           | A♯8/B♭8                  | 7458,620        |                                               |                                               |                                               |                                               |                                               |
| 106             | a′′′′′                    | A8                       | 7040,000        |                                               |                                               |                                               |                                               |                                               |
| 105             | g♯′′′′′/a♭′′′′′           | G♯8/A♭8                  | 6644,875        |                                               |                                               |                                               |                                               |                                               |
| 104             | g′′′′′                    | G8                       | 6271,927        |                                               |                                               |                                               |                                               |                                               |
| 103             | f♯′′′′′/g♭′′′′′           | F♯8/G♭8                  | 5919,911        |                                               |                                               |                                               |                                               |                                               |
| 102             | f′′′′′                    | F8                       | 5587,652        |                                               |                                               |                                               |                                               |                                               |
| 101             | e′′′′′                    | E8                       | 5274,041        |                                               |                                               |                                               |                                               |                                               |
| 100             | d♯′′′′′/e♭′′′′′           | D♯8/E♭8                  | 4978,032        |                                               |                                               |                                               |                                               |                                               |
| 99              | d′′′′′                    | D8                       | 4698,636        |                                               |                                               |                                               |                                               |                                               |
| 98              | c♯′′′′′/d♭′′′′′           | C♯8/D♭8                  | 4434,922        |                                               |                                               |                                               |                                               |                                               |
| 88              | c′′′′′ oitava de 5 linhas | C8 Oitava oitava         | 4186,009        |                                               |                                               |                                               |                                               |                                               |
| 87              | b′′′′                     | B7                       | 3951,066        |                                               |                                               |                                               |                                               |                                               |
| 86              | a♯′′′′/b♭′′′′             | A♯7/B♭7                  | 3729,310        |                                               |                                               |                                               |                                               |                                               |
| 85              | a′′′′                     | A7                       | 3520,000        |                                               |                                               |                                               |                                               |                                               |
| 84              | g♯′′′′/a♭′′′′             | G♯7/A♭7                  | 3322,438        |                                               |                                               |                                               |                                               |                                               |
| 83              | g′′′′                     | G7                       | 3135,963        |                                               |                                               |                                               |                                               |                                               |
| 82              | f♯′′′′/g♭′′′′             | F♯7/G♭7                  | 2959,955        |                                               |                                               |                                               |                                               |                                               |
| 81              | f′′′′                     | F7                       | 2793,826        |                                               |                                               |                                               |                                               |                                               |
| 80              | e′′′′                     | E7                       | 2637,020        |                                               |                                               |                                               |                                               |                                               |
| 79              | d♯′′′′/e♭′′′′             | D♯7/E♭7                  | 2489,016        |                                               |                                               |                                               |                                               |                                               |
| 78              | d′′′′                     | D7                       | 2349,318        |                                               |                                               |                                               |                                               |                                               |
| 77              | c♯′′′′/d♭′′′′             | C♯7/D♭7                  | 2217,461        |                                               |                                               |                                               |                                               |                                               |
| 76              | c′′′′ oitava de 4 linhas  | C7 (C duplo maior)       | 2093,005        |                                               |                                               |                                               |                                               |                                               |
| 75              | b′′′                      | B6                       | 1975,533        |                                               |                                               |                                               |                                               |                                               |
| 74              | a♯′′′/b♭′′′               | A♯6/B♭6                  | 1864,655        |                                               |                                               |                                               |                                               |                                               |
| 73              | a′′′                      | A6                       | 1760,000        |                                               |                                               |                                               |                                               |                                               |
| 72              | g♯′′′/a♭′′′               | G♯6/A♭6                  | 1661,219        |                                               |                                               |                                               |                                               |                                               |
| 71              | g′′′                      | G6                       | 1567,982        |                                               |                                               |                                               |                                               |                                               |
| 70              | f♯′′′/g♭′′′               | F♯6/G♭6                  | 1479,978        |                                               |                                               |                                               |                                               |                                               |
| 69              | f′′′                      | F6                       | 1396,913        |                                               |                                               |                                               |                                               |                                               |
| 68              | e′′′                      | E6                       | 1318,510        |                                               |                                               |                                               |                                               |                                               |
| 67              | d♯′′′/e♭′′′               | D♯6/E♭6                  | 1244,508        |                                               |                                               |                                               |                                               |                                               |
| 66              | d′′′                      | D6                       | 1174,659        |                                               |                                               |                                               |                                               |                                               |
| 65              | c♯′′′/d♭′′′               | C♯6/D♭6                  | 1108,731        |                                               |                                               |                                               |                                               |                                               |
| 64              | c′′′ oitava de 3 linhas   | C6 (C Soprano (C maior)) | 1046,502        |                                               |                                               |                                               |                                               |                                               |
| 63              | b′′                       | B5                       | 987,7666        |                                               |                                               |                                               |                                               |                                               |
| 62              | a♯′′/b♭′′                 | A♯5/B♭5                  | 932,3275        |                                               |                                               |                                               |                                               |                                               |
| 61              | a′′                       | A5                       | 880,0000        |                                               |                                               |                                               |                                               |                                               |
| 60              | g♯′′/a♭′′                 | G♯5/A♭5                  | 830,6094        |                                               |                                               |                                               |                                               |                                               |
| 59              | g′′                       | G5                       | 783,9909        |                                               |                                               |                                               |                                               |                                               |
| 58              | f♯′′/g♭′′                 | F♯5/G♭5                  | 739,9888        |                                               |                                               |                                               |                                               |                                               |
| 57              | f′′                       | F5                       | 698,4565        |                                               |                                               |                                               |                                               |                                               |
| 56              | e′′                       | E5                       | 659,2551        | E                                             |                                               |                                               |                                               |                                               |
| 55              | d♯′′/e♭′′                 | D♯5/E♭5                  | 622,2540        |                                               |                                               |                                               |                                               |                                               |
| 54              | d′′                       | D5                       | 587,3295        |                                               |                                               |                                               |                                               |                                               |
| 53              | c♯′′/d♭′′                 | C♯5/D♭5                  | 554,3653        |                                               |                                               |                                               |                                               |                                               |
| 52              | c′′ oitava de 2 linhas    | C5 (C Tenor)             | 523,2511        |                                               |                                               |                                               |                                               |                                               |
| 51              | b′                        | B4                       | 493,8833        |                                               |                                               |                                               |                                               |                                               |
| 50              | a♯′/b♭′                   | A♯4/B♭4                  | 466,1638        |                                               |                                               |                                               |                                               |                                               |
| 49              | a′                        | A4 A440                  | 440,0000        | A                                             | A                                             |                                               |                                               |                                               |
| 48              | g♯′/a♭′                   | G♯4/A♭4                  | 415,3047        |                                               |                                               |                                               |                                               |                                               |
| 47              | g′                        | G4                       | 391,9954        |                                               |                                               |                                               |                                               |                                               |
| 46              | f♯′/g♭′                   | F♯4/G♭4                  | 369,9944        |                                               |                                               |                                               |                                               |                                               |
| 45              | f′                        | F4                       | 349,2282        |                                               |                                               |                                               |                                               |                                               |
| 44              | e′                        | E4                       | 329,6276        |                                               |                                               |                                               |                                               | E maior                                       |
| 43              | d♯′/e♭′                   | D♯4/E♭4                  | 311,1270        |                                               |                                               |                                               |                                               |                                               |
| 42              | d′                        | D4                       | 293,6648        | D                                             | D                                             |                                               |                                               |                                               |
| 41              | c♯′/d♭′                   | C♯4/D♭4                  | 277,1826        |                                               |                                               |                                               |                                               |                                               |
| 40              | c′ oitava de 1 linha      | C4 (C central)           | 261,6256        |                                               |                                               |                                               |                                               |                                               |
| 39              | b                         | B3                       | 246,9417        |                                               |                                               |                                               |                                               | B                                             |
| 38              | a♯/b♭                     | A♯3/B♭3                  | 233,0819        |                                               |                                               |                                               |                                               |                                               |
| 37              | a                         | A3                       | 220,0000        |                                               |                                               | A                                             |                                               |                                               |
| 36              | g♯/a♭                     | G♯3/A♭3                  | 207,6523        |                                               |                                               |                                               |                                               |                                               |
| 35              | g                         | G3                       | 195,9977        | G                                             | G                                             |                                               |                                               | G                                             |
| 34              | f♯/g♭                     | F♯3/G♭3                  | 184,9972        |                                               |                                               |                                               |                                               |                                               |
| 33              | f                         | F3                       | 174,6141        |                                               |                                               |                                               |                                               |                                               |
| 32              | e                         | E3                       | 164,8138        |                                               |                                               |                                               |                                               |                                               |
| 31              | d♯/e♭                     | D♯3/E♭3                  | 155,5635        |                                               |                                               |                                               |                                               |                                               |
| 30              | d                         | D3                       | 146,8324        |                                               |                                               | D                                             |                                               | D                                             |
| 29              | c♯/d♭                     | C♯3/D♭3                  | 138,5913        |                                               |                                               |                                               |                                               |                                               |
| 28              | c pequena oitava          | C3                       | 130,8128        |                                               | C                                             |                                               |                                               |                                               |
| 27              | B                         | B2                       | 123,4708        |                                               |                                               |                                               |                                               |                                               |
| 26              | A♯/B♭                     | A♯2/B♭2                  | 116,5409        |                                               |                                               |                                               |                                               |                                               |
| 25              | A                         | A2                       | 110,0000        |                                               |                                               |                                               |                                               | A                                             |
| 24              | G♯/A♭                     | G♯2/A♭2                  | 103,8262        |                                               |                                               |                                               |                                               |                                               |
| 23              | G                         | G2                       | 97,99886        |                                               |                                               | G                                             | G                                             |                                               |
| 22              | F♯/G♭                     | F♯2/G♭2                  | 92,49861        |                                               |                                               |                                               |                                               |                                               |
| 21              | F                         | F2                       | 87,30706        |                                               |                                               |                                               |                                               |                                               |
| 20              | E                         | E2                       | 82,40689        |                                               |                                               |                                               |                                               | E menor                                       |
| 19              | D♯/E♭                     | D♯2/E♭2                  | 77,78175        |                                               |                                               |                                               |                                               |                                               |
| 18              | D                         | D2                       | 73,41619        |                                               |                                               |                                               | D                                             |                                               |
| 17              | C♯/D♭                     | C♯2/D♭2                  | 69,29566        |                                               |                                               |                                               |                                               |                                               |
| 16              | C grande oitava           | C2 (C Profundo)          | 65,40639        |                                               |                                               | C                                             |                                               |                                               |
| 15              | B͵                        | B1                       | 61,73541        |                                               |                                               |                                               |                                               | B menor (7 cordas)                            |
| 14              | A♯͵/B♭͵                   | A♯1/B♭1                  | 58,27047        |                                               |                                               |                                               |                                               |                                               |
| 13              | A͵                        | A1                       | 55,00000        |                                               |                                               |                                               | A                                             |                                               |
| 12              | G♯͵/A♭͵                   | G♯1/A♭1                  | 51,91309        |                                               |                                               |                                               |                                               |                                               |
| 11              | G͵                        | G1                       | 48,99943        |                                               |                                               |                                               |                                               |                                               |
| 10              | F♯͵/G♭͵                   | F♯1/G♭1                  | 46,24930        |                                               |                                               |                                               |                                               |                                               |
| 9               | F͵                        | F1                       | 43,65353        |                                               |                                               |                                               |                                               |                                               |
| 8               | E͵                        | E1                       | 41,20344        |                                               |                                               |                                               | E                                             |                                               |
| 7               | D♯͵/E♭͵                   | D♯1/E♭1                  | 38,89087        |                                               |                                               |                                               |                                               |                                               |
| 6               | D͵                        | D1                       | 36,70810        |                                               |                                               |                                               |                                               |                                               |
| 5               | C♯͵/D♭͵                   | C♯1/D♭1                  | 34,64783        |                                               |                                               |                                               |                                               |                                               |
| 4               | C͵ contra-oitava          | C1 (C Pedal)             | 32,70320        |                                               |                                               |                                               |                                               |                                               |
| 3               | B͵͵                       | B0                       | 30,86771        |                                               |                                               |                                               | B (5 cordas)                                  |                                               |
| 2               | A♯͵͵/B♭͵͵                 | A♯0/B♭0                  | 29,13524        |                                               |                                               |                                               |                                               |                                               |
| 1               | A͵͵                       | A0                       | 27,50000        |                                               |                                               |                                               |                                               |                                               |
| 97              | G♯͵͵/A♭͵͵                 | G♯0/A♭0                  | 25,95654        |                                               |                                               |                                               |                                               |                                               |
| 96              | G͵͵                       | G0                       | 24,49971        |                                               |                                               |                                               |                                               |                                               |
| 95              | F♯͵͵/G♭͵͵                 | F♯0/G♭0                  | 23,12465        |                                               |                                               |                                               |                                               |                                               |
| 94              | F͵͵                       | F0                       | 21,82676        |                                               |                                               |                                               |                                               |                                               |
| 93              | E͵͵                       | E0                       | 20,60172        |                                               |                                               |                                               |                                               |                                               |
| 92              | D♯͵͵/E♭͵͵                 | D♯0/E♭0                  | 19,44544        |                                               |                                               |                                               |                                               |                                               |
| 91              | D͵͵                       | D0                       | 18,35405        |                                               |                                               |                                               |                                               |                                               |
| 90              | C♯͵͵/D♭͵͵                 | C♯0/D♭0                  | 17,32391        |                                               |                                               |                                               |                                               |                                               |
| 89              | C͵͵ sub-contra-oitava     | C0 (C Pedal duplo)       | 16,35160        |                                               |                                               |                                               |                                               |                                               |